# 张国瑞 (教育家)
张国瑞（1893年—1984年2月14日），山西芮城南碾村人。中华民国时期教育家。

## 生平
1917年毕业于山西省立农业专门学校后，在亲友帮助下，自费东渡日本求学，一年后，考取日本东京高等师范学校的官费生。继续求学于东京高等师范学校，被选为山西省旅日同学同乡会会长。1925年初，从日本回国，担任嘉康杰创办的河东中学教务主任、中山中学校长。后在太原创办友仁中学，还担任过山西省立教育学院教授兼教务主任，山西大学及山西省立法学院教授。
1934年任山西省第二中学（后改为山西省立运城中学)校长，制定了“知耻力行"的校训和校歌。 之后他携带家眷到了陕西西安，曾在国立甘肃中学任教。1938年4月，调任国立山西中学校务委员兼校长。（注：1939年5月，按战区国立中学排序要求，国立山西中学更名为“国立第七中学”。简称“国立七中”。）
1939年1月，调任重庆，在国立编译馆从事学术研究工作。1945年7月，又调回国立七中(即原来的国立山西中学)任校长。1947年春，到开封河南大学任教授，讲授教育学和伦理学。1948年暑期到中华民国考试院，在考选委员会和改组后的考选部任专门委员，主持省、市高考命题、监堂、评卷等工作。国共内战期间，随考选部辗转到广西、重庆。中共建政后，于1950年3月，在西南民政部设立的训练班学习了两个月，又到西南革命大学继续学习。10月底分配工作时，他自愿回山西，应邀到山西省人民政府，安排在太原五中任语文教师，直到1965年先生以73岁的高龄退休。1984年2月14日，病逝于陕西西安，享年92岁。

## 相關
- 中華民國抗日戰爭時期的國立中學